# Нокс, Дэниел
Томас Даниел Нокс, 6-й граф Ранфёрли (англ. Thomas Daniel Knox, 6th Earl of Ranfurly 29 мая 1913 — 6 ноября 1988) — британский дворянин, государственный и колониальный деятель, губернатор Багамских островов (1953—1956).

## Биография
Родился 29 мая 1913 года. Старший сын капитана Томаса Юктера Колфилда Нокса, виконта Нортленда (1882—1915), и Хильды Сьюзан Эллен Купер, дочери сэра Дэниела Купера, 2-го баронета, и Гарриет Грант-Сатти. Внук и преемник Юктера Джона Марка Нокса, 5-го графа Ранфёрли (1856—1933).
Окончил Итонский колледж, затем — Тринити-колледж Кембриджского университета со степенью бакалавра искусств.
1 октября 1933 года после смерти своего деда Томас Дэниел Нокс унаследовал титулы 6-го графа Ранфёрли, 7-го виконта Нортленда из Данганнона (графство Тирон), 6-го барона Ранфёрли из Рэемфорли (графство Ренфру) и 7-го барона Уэллса из Данганнона (графство Тирон).
- 1936—1938 годах — адъютант генерал-губернатора Австралии,
- 1940—1945 годах — участник Второй мировой войны, в 1941 году был захвачен в плен в ходе боев в Северной Африке, в районе Дерны, вместе с генерал-лейтенантом Нимом. В 1943 году был в числе освобожденных по условиям перемирия с Италией, несколько месяцев провел с итальянскими партизанами.
- В послевоенное время недолго работал в страховой кампании Lloyd’s.
- 1953—1956 годах — губернатор Багамских островов. Запомнился организацией библиотечного обслуживания. создав организацию Book Aid International.

Выйдя в отставку, занялся сельским хозяйством в своем имении в Бакингемшире.
С 17 января 1939 года он был женат на Гермионе Ллевеллин (13 ноября 1913 — 11 февраля 2001), дочери Гриффита Роберта Пойнца Ллевеллина и Эмили Констанс Элвис. У супругов родилась одна дочь:
- Леди Кэролайн Нокс (род. 11 декабря 1948), в 1975 году она вышла замуж за Джона Эдварда Симмондса, от брака с которым у неё было трое дочерей.

Лорд Ранфёрли скончался 6 ноября 1988 года в возрасте 75 лет в Вестминстере, Лондон.